# Mezquita Nacional de Malasia

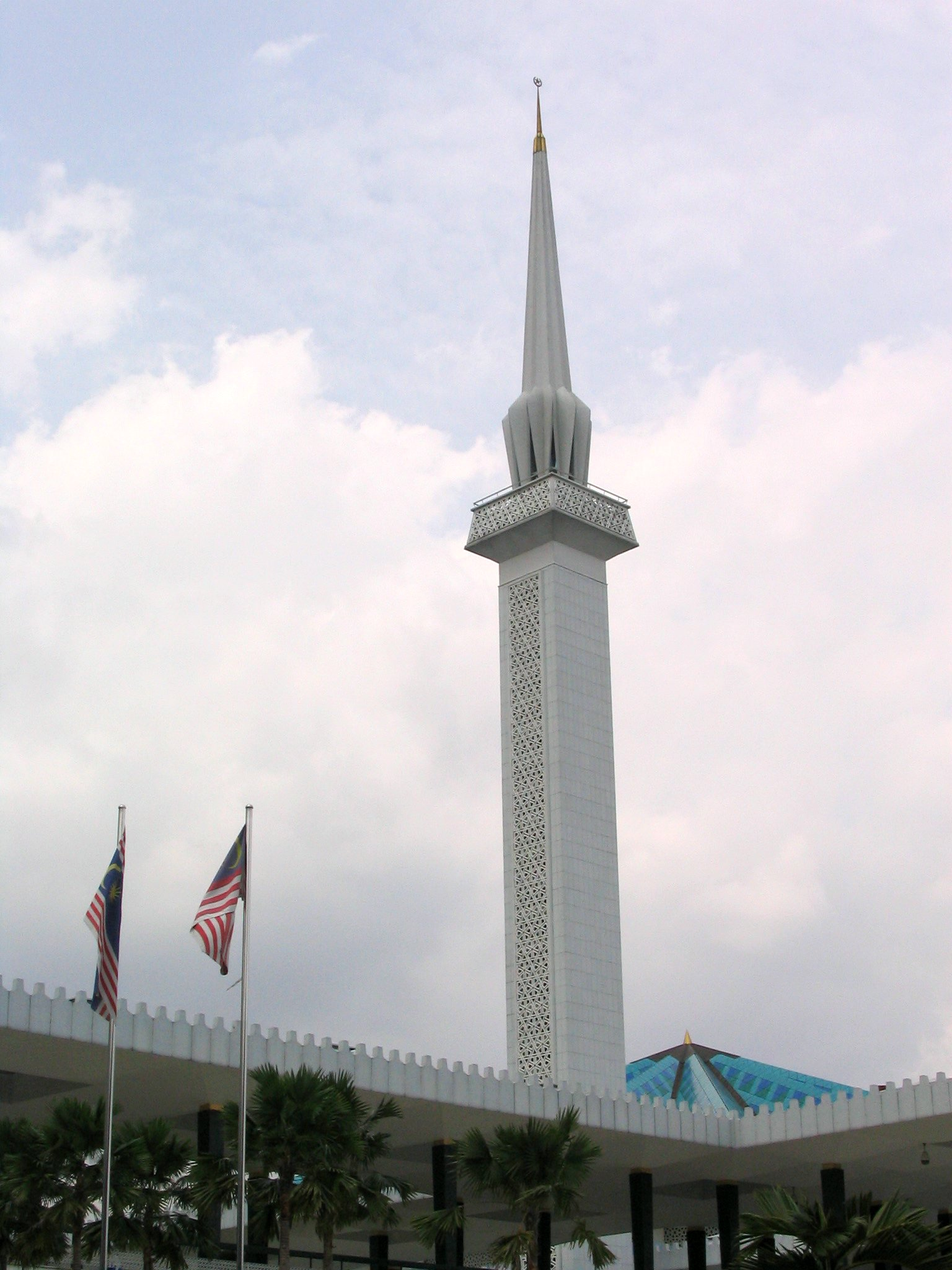
Minarete de la Mezquita Nacional

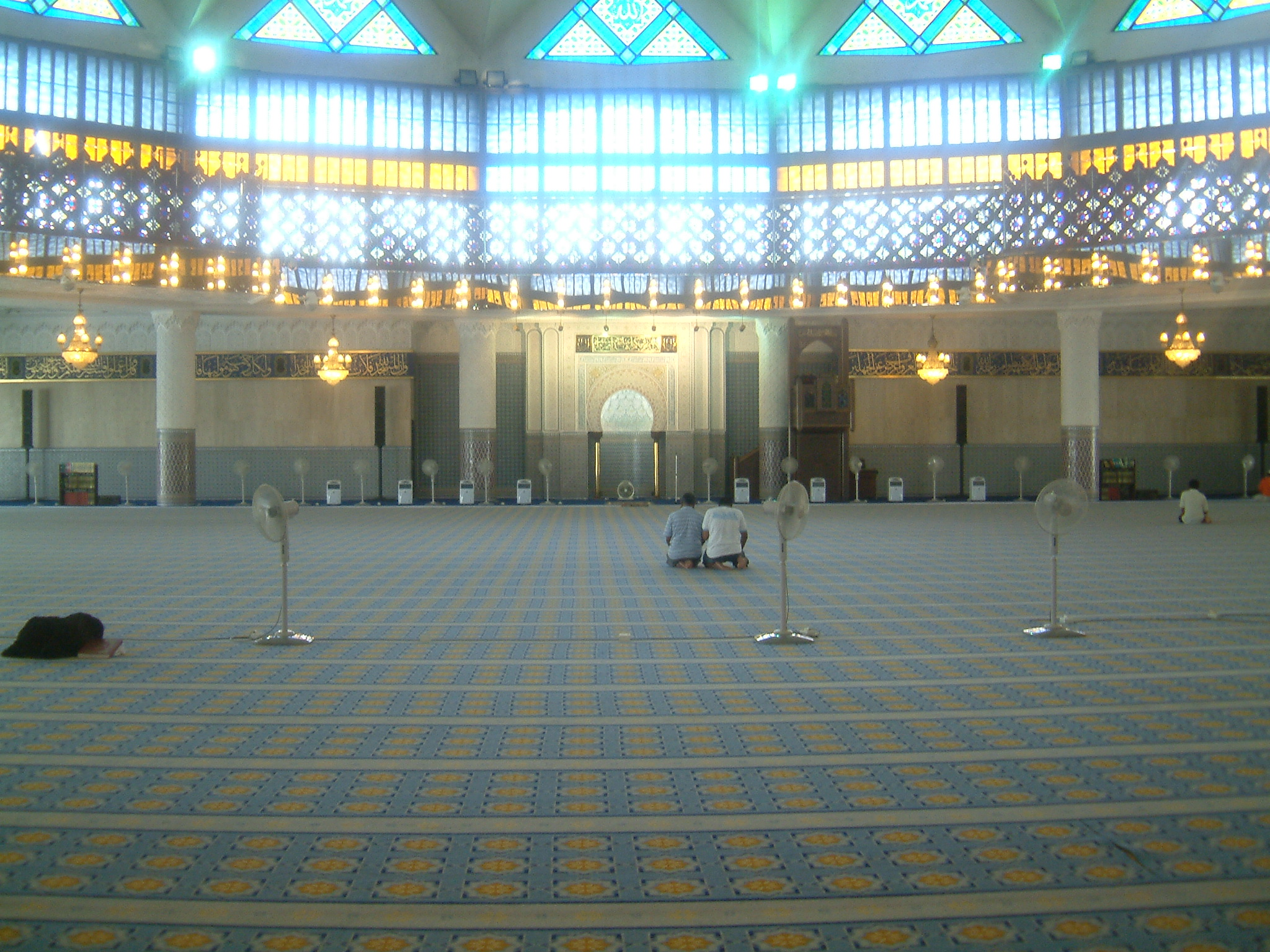
Vista del interior de la Mezquita Nacional de Malasia

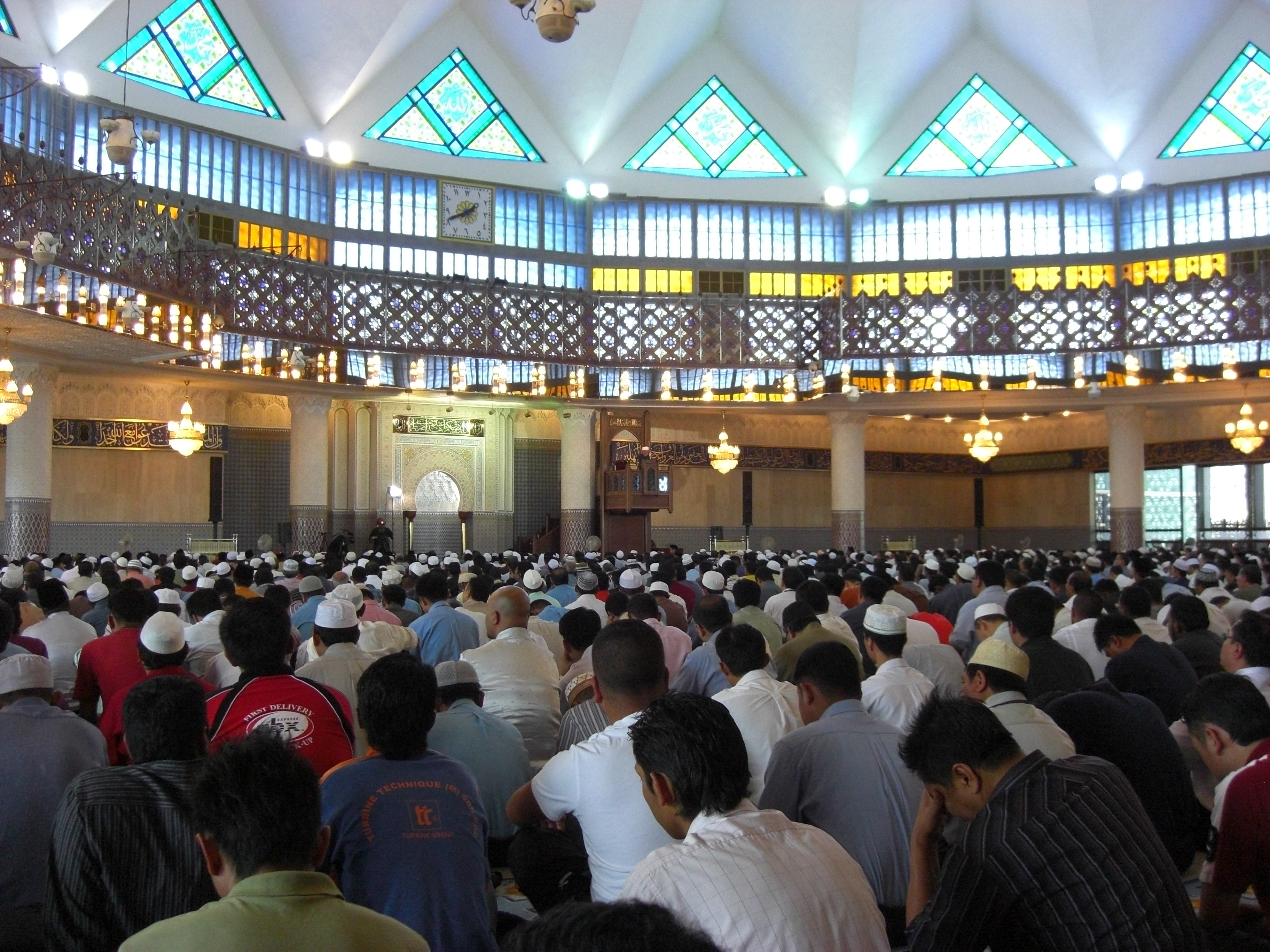
La oración del viernes en la sala de oración principal.

La Mezquita Nacional de Malasia es una mezquita situada en Kuala Lumpur. Tiene capacidad para 15000 personas y se sitúa en 53000 m² de hermosos jardines. La estructura original fue diseñada por un equipo de tres personas del Departamento de Obras Públicas (el arquitecto británico Howard Ashley, y los malayos Hisham Albakri y Baharuddin Kassim). La mezquita se construyó en 1965 en la ubicación de una iglesia, el Salón de Gospel de Venning Road, que se situaba aquí desde 1922, pero fue expropiado por el gobierno de Malasia. La mezquita es un enfoque audaz y moderno en hormigón armado, que simboliza las aspiraciones de la entonces recién independizada Malasia.
Sus principales características son un minarete de 73 metros de altura y el techo principal, una estrella de dieciséis puntas, realizado en hormigón. El paraguas, símbolo de los trópicos, aparece constantemente: el techo principal es una reminiscencia de un paraguas abierto, y la cima del minarete de uno plegado. Las placas plegadas del techo principal de hormigón son una solución creativa para conseguir el gran espacio diáfano de la sala principal. En los terrenos de la mezquita hay lagos y fuentes.

## Historia
Malasia consiguió la independencia del gobierno británico el 31 de agosto de 1957. El nuevo gobierno implementó importantes programas de desarrollo en economía, sociedad y arquitectura. Estos programas también pretendían mostrar la nueva cultura progresista y el logro de la democracia. Por tanto, el 30 de julio de 1957, en la reunión del Consejo Ejecutivo Federal, se propuso la idea de construir una mezquita nacional como símbolo de la independencia del país. El 5 de marzo de 1958, en otra reunión de los Ministros Jefes de los once estados de la Federación Malaya, se propuso nombrar la mezquita Masjid Tunku Abdul Rahman, en honor a los esfuerzos de Yang Teramat Mulia Tunku Abdul Rahman Putra Al-Haj’s para lograr la independencia del país. Sin embargo, Tunku rechazó este honor y llamó a la mezquita Masjid Negara (Mequita Nacional) como agradecimiento por la independencia pacífica del país, sin derramar sangre. 
La mezquita fue renovada en 1987, y el antiguo techo de hormigón de color rosa ahora está revestido con azulejos verdes y azules. En la actualidad, Masjid Negara continúa destacándose elegante frente al skyline de Kuala Lumpur. Un pasadizo subterráneo conduce a la Mezquita Nacional de Malasia desde cerca de la estación de trenes, en Jalan Sultan Hishamuddin. Su diseño único y moderno encarna una expresión contemporánea de la caligrafía y ornamentación islámicas tradicionales. Cerca de la mezquita está el Makam Pahlawan (Mausoleo de los Héroes), cementerio de varios políticos de Malasia. El techo de Makam Pahlawan es una estrella de siete puntas de hormigón.

## Imanes de la mezquita
1. Haji Ghazali Abdullah (1965)
2. Hj. Mohd Salleh Hassan Farid
3. Datuk Sheikh Abdul Mohsein bin Hj. Salleh (1974-1975)
4. Dato' Hj. Ahmad Shahir bin Haji Daud (1975-1980)
5. Dato' Hj. Abu Hassan bin Din Al-Hafiz (1981-1983)
6. Dato' Hj. Ahmad Shahir bin Haji Daud (1984-1992)
7. Haji Arifin Harun (1992-1993)
8. Dato' Hj. Taib Azamudden bin Md. Taib (1993-1999)
9. Haji A. Jalil bin Sindring @ Prangerang (1999-2001)
10. Haji Wan Halim bin Wan Harun (2001-2004)
11. Dato' Haji Kamaruddin bin Hj Zakaria (2005-2006)
12. Tan Sri Dato' Syaikh Hj.Ismail bin Hj.Muhammad (febrero de 2007-actualidad)